# Straßenbahn Stralsund

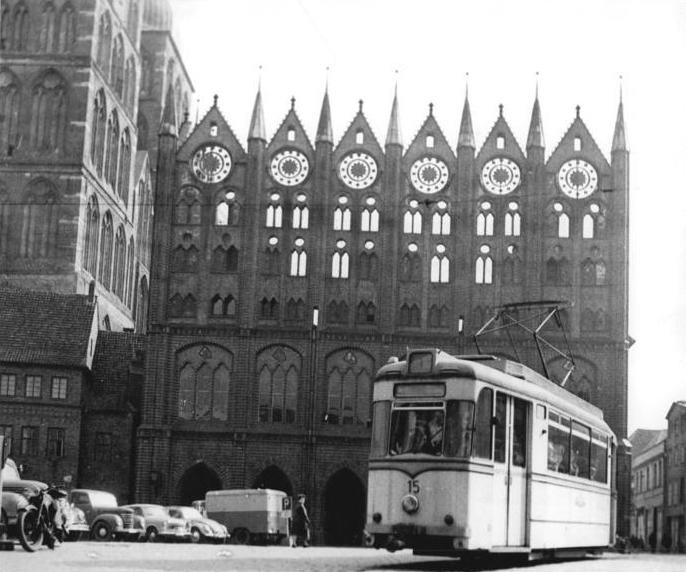
Letzte Fahrt des Triebwagens 15 am Alten Markt (7. April 1966)

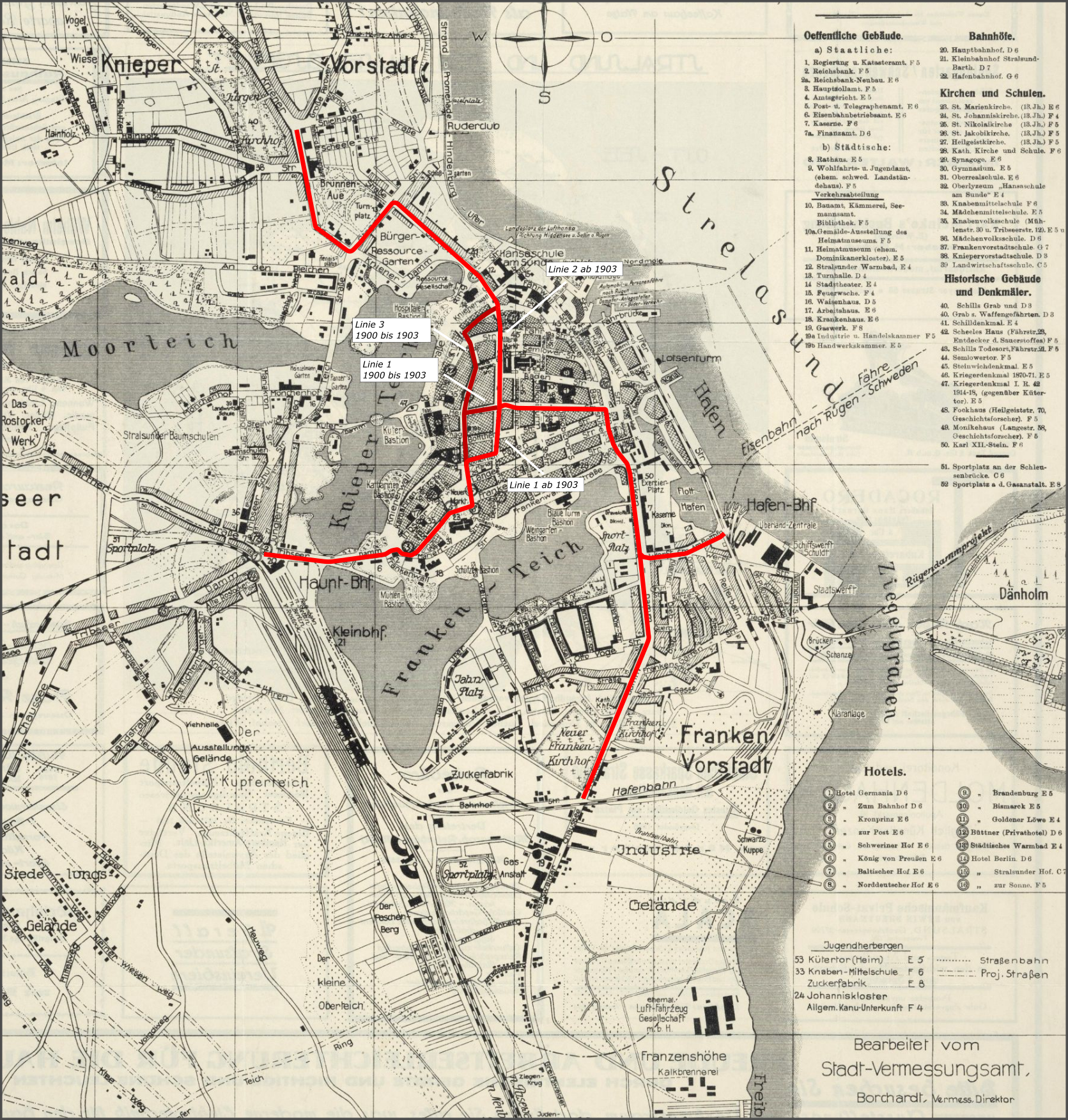
Streckenkarte der Stralsunder Straßenbahn (Kartengrundlage: um 1930)

Die Straßenbahn Stralsund war ein öffentliches Nahverkehrsmittel, das von 1900 bis 1966 in Stralsund verkehrte. Das Netz wies in den ersten Jahren nach der Eröffnung seine größte Ausdehnung auf und verband den Bahnhof mit der Altstadt, der Kniepervorstadt, der Tribseer Vorstadt und dem Hafen. Zuletzt betrug die Streckenlänge noch 3,5 Kilometer.

## Geschichte
Die Stralsunder Bürgerschaft befasste sich ab 1893 mit den Plänen zum Bau einer Straßenbahn. Am 30. Juni 1898 fasste man im bürgerschaftlichen Kollegium den Beschluss zum Bau von zwei Strecken. Die erste Strecke sollte vom Knieperdamm zum Frankendamm führen, die zweite zum Fährbahnhof. Der Frankendamm sollte im Zuge der Bauarbeiten gepflastert werden. Die Bürgerschaft schloss daraufhin am 7. Juli 1898 mit dem Stadtrat einen Vertrag über den Bau eines Elektrizitätswerks zur Stromversorgung ab. Am 30. Juli 1898 erhielt die Firma Felix Singer & Co. AG in Berlin von der Stadt den Auftrag zum Bau einer Straßenbahn und eines Elektrizitätswerks in Stralsund. Zu diesem Zweck gründete die Helios-Elektricitäts-AG in Köln, in der Singer mittlerweile aufgegangen war, am 16. Juni 1900 die Elektricitätswerk und Straßenbahn AG Stralsund als hundertprozentige Tochtergesellschaft. Die Strecken wurden mit einer Spurweite von 1000 mm ausgeführt.
Am 15. Juni 1899 begannen die Bauarbeiten, der Eröffnungstermin war für den 1. Oktober 1899 angesetzt. Der Termin musste verschoben werden, da das E-Werk in der Werftstraße erst am 22. Dezember 1899 in Betrieb ging. Dort entstand auch der Betriebshof mit vier Hallengleisen. Erste Probefahrten gab es am 4. Januar 1900 auf dem Betriebshof und in der Frankenvorstadt, weitere Fahrten gab es mit dem schrittweisen Ausbau des am Ende fünf Kilometer langen Streckennetzes. Am 24. März fand die Abnahme der Bahn im Beisein mehrerer Vertreter der Stadt und der Bezirksregierung statt, die Betriebsaufnahme war am Folgetag. Die Bahn fuhr von 7.00 Uhr morgens bis 22.00 Uhr abends mit drei Linien. Der Fahrpreis betrug einheitlich zehn Pfennig und berechtigte zum einmaligen Umsteigen. Die Umsteigestellen befanden sich an den Kreuzungen Frankendamm Ecke Werftstraße und Mönchstraße Ecke Heilgeiststraße. Auf Wunsch hielt die Bahn überall zum Ein- und Aussteigen.
| Linie | Verlauf | Takt (in min) |
| ----- | --- | ------------- |
| 1     | Hauptbahnhof – Bahnhofstraße – Tribseer Damm – Marienstraße – Bleistraße – Neuer Markt – Mönchstraße – Heilgeiststraße – Wasserstraße – Frankendamm – Werftstraße (heute Hafenstraße) – Hafenbahnhof | 15            |
| 2     | Hafenbahnhof – Frankendamm – Greifswalder Chaussee Ecke Bahnweg (Neuer Frankenfriedhof) | 30            |
| 3     | Heilgeiststraße Ecke Mönchstraße – Mönchstraße – Schillstraße – Knieperdamm – Sarnowstraße – Strandstraße – Knieperdamm Ecke Große Parower Straße                                                    | 30            |

Vom Hauptbahnhof führte die Linie 1 über den Tribseer Damm und die Bleistraße zum Neuen Markt. Sie bog dann in die Heilgeiststraße ab und gelangte über die Wasserstraße, den Frankendamm und die Hafenstraße (früher als Werftstraße bezeichnet) zum Hafenbahnhof, wo das Trajekt zur Insel Rügen begann. Die Linie 2 folgte ab Werftstraße dem Frankendamm und endete an der Greifswalder Chaussee in Höhe des Friedhofs in der Frankenvorstadt. Die Linie 3 begann in der Altstadt an der Kreuzung Heilgeiststraße, Ecke Mönchstraße, und führte durch die Mönchstraße und den Knieperwall nach Norden zum Kniepertor und weiter zum Endpunkt in der Knieper Vorstadt. Das meterspurige und eingleisige Netz war 5,6 Kilometer lang. Am Hauptbahnhof befand sich eine zweigleisige Kuppelendstelle, an den übrigen Endhaltestellen befand sich ein zweigleisiger Stumpf ohne Umsetzmöglichkeit. Die nur zu besonderen Anlässen wie Pfingstverkehr oder Schützenfesten eingesetzten Beiwagen mussten an der letzten Ausweiche abgekuppelt und von Hand verschoben werden, der Triebwagen fuhr solo bis zur Endhaltestelle und wartete dort bis zur Abfahrt auf den nachfolgenden Triebwagen. In späteren Jahren wurde an den Endhaltestellen hingegen mit Standtriebwagen rangiert.
Am 15. November 1900 gab es eine erste Linienänderung. Die Linie 2 wurde eingestellt und an ihrer Stelle die nun im Zehn-Minuten-Takt verkehrende Linie 1 zum Frankenfriedhof verlängert. Der Hafenbahnhof wurde mit Extrafahrten bedient, deren Fahrplan sich nach der Abfahrt der Trajektschiffe richtete. Die Linie 3 fuhr fortan als Linie 2, zu besonderen Anlässen verkehrte sie im Zehn-Minuten-Takt, ansonsten blieb der Halbstundentakt bestehen.
Den ersten größeren Netzumbau gab es im Sommer 1903. Die Strecken durch die Mönchstraße und den Knieperwall wurden zugunsten einer neuen Streckenführung über Apollonienmarkt, Ossenreyerstraße, Alter Markt und Knieperstraße aufgegeben. Die Gleisbauarbeiten begannen am 23. Juni 1903 und konnten am 14. Juli 1903 abgeschlossen werden, sodass die Strecke am 31. Juli 1903 in Betrieb gehen konnte. Mit der Inbetriebnahme des neuen Hauptbahnhofs wurde die Endhaltestelle in der Bahnhofstraße am 29. März 1905 aufgegeben und eine neue Kuppelendstelle vor dem Empfangsgebäude am Tribseer Damm eingerichtet.
Als die Firma Helios im Jahr 1910 in Liquidation getreten war, übernahm die AG für Elektricitäts-Anlagen in Berlin das gesamte Aktienkapital. Nach dem Ersten Weltkrieg beteiligte sich die Stadt Stralsund mit 25 Prozent der Aktien an der Gesellschaft, deren Hauptaktionär bis 1945 mit 75 Prozent des Kapitals die Firma Elektrische Licht- und Kraftanlagen in Berlin war.

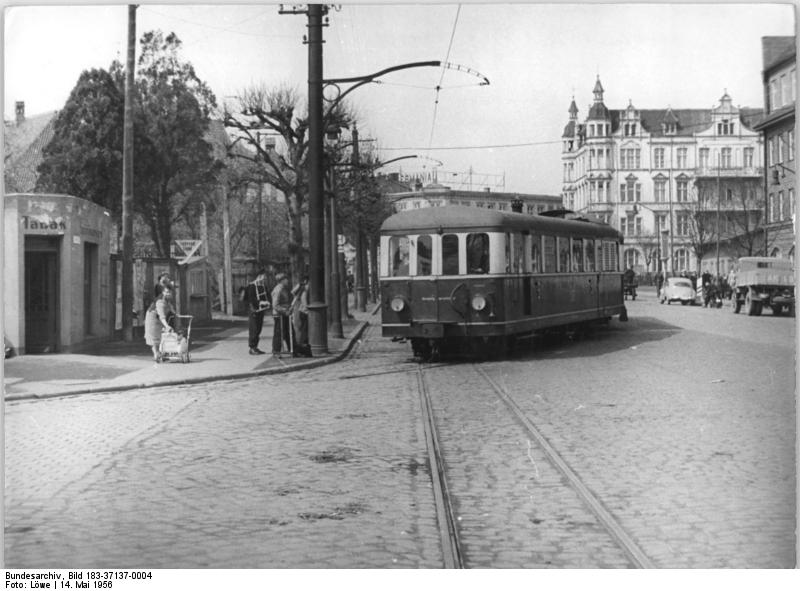
Kreuzung des Straßenbahngleises mit dem Gleis der Franzburger Kreisbahnen im Tribseer Damm (14. Mai 1956)

Während des Ersten Weltkrieges gab es Pläne für eine Strecke vom Hauptbahnhof über Jungfernstieg, Teichstraße und Knieperdamm bis zur Strandstraße und eine Blockumfahrung entlang der Großen Parower Straße und Sarnowstraße. Das Vorhaben kam nicht über das Planungsstadium hinaus. Auf beiden Linien fuhren während des Krieges oftmals Züge mit Beiwagen, teilweise als Lazarettwagen. Da ein Teil der Belegschaft zum Kriegsdienst herangezogen worden war, halfen Frauen als Hilfsschaffnerinnen aus. Weiterhin richtete der Betreiber feste Haltestellen zum Ein- und Aussteigen an. Die kupfernen Oberleitungen ersetzte man durch solche aus Stahl.
| Jahr | Anz. Fahrgäste |
| ---- | -------------- |
| 1910 | 869.779        |
| 1938 | 2.491.000      |
| 1942 | 4.674.856      |
| 1943 | 5.370.257      |
| 1948 | 4.120.411      |
| 1949 | 4.853.274      |

Aufgrund der voranschreitenden Inflation musste am 29. November 1920 der Takt auf beiden Linien auf 20 Minuten ausgedünnt werden, es fuhren auf der Linie 1 zwei Kurse und auf der Linie 2 einer. Zu Schützenfesten gab es bis 1922 noch einzelne Verstärkerfahrten. Weitere Einschränkungen gab es ab dem 20. September 1922: Die Linie 1 wurde vom Frankenfriedhof um 700 Meter zur Gartenstraße zurückgezogen und die Zugfolge auf 30 Minuten ausgedünnt. Die Linie 2 fuhr halbstündlich vom Hauptbahnhof bis zur Kniepervorstadt und endete am Bürgergarten, 600 Meter vor der eigentlichen Endhaltestelle. Die Betriebszeiten waren von 7.00 Uhr bis 19.30 Uhr. Da auf beiden Linien nur noch je ein Kurs zum Einsatz kam, mussten die Fahrgeschwindigkeit erhöht und die Aufenthaltszeiten an den Haltestellen verkürzt werden. Bereits am 28. September 1922 wurden die Linien auf einen 40-Minuten-Takt ausgedünnt. Da die erforderlichen Fahrpreiserhöhungen mit der galoppierenden Inflation nicht standhielten, stellte der Betreiber den Straßenbahnverkehr am 20. November 1922 mit Betriebsschluss vorläufig ein.

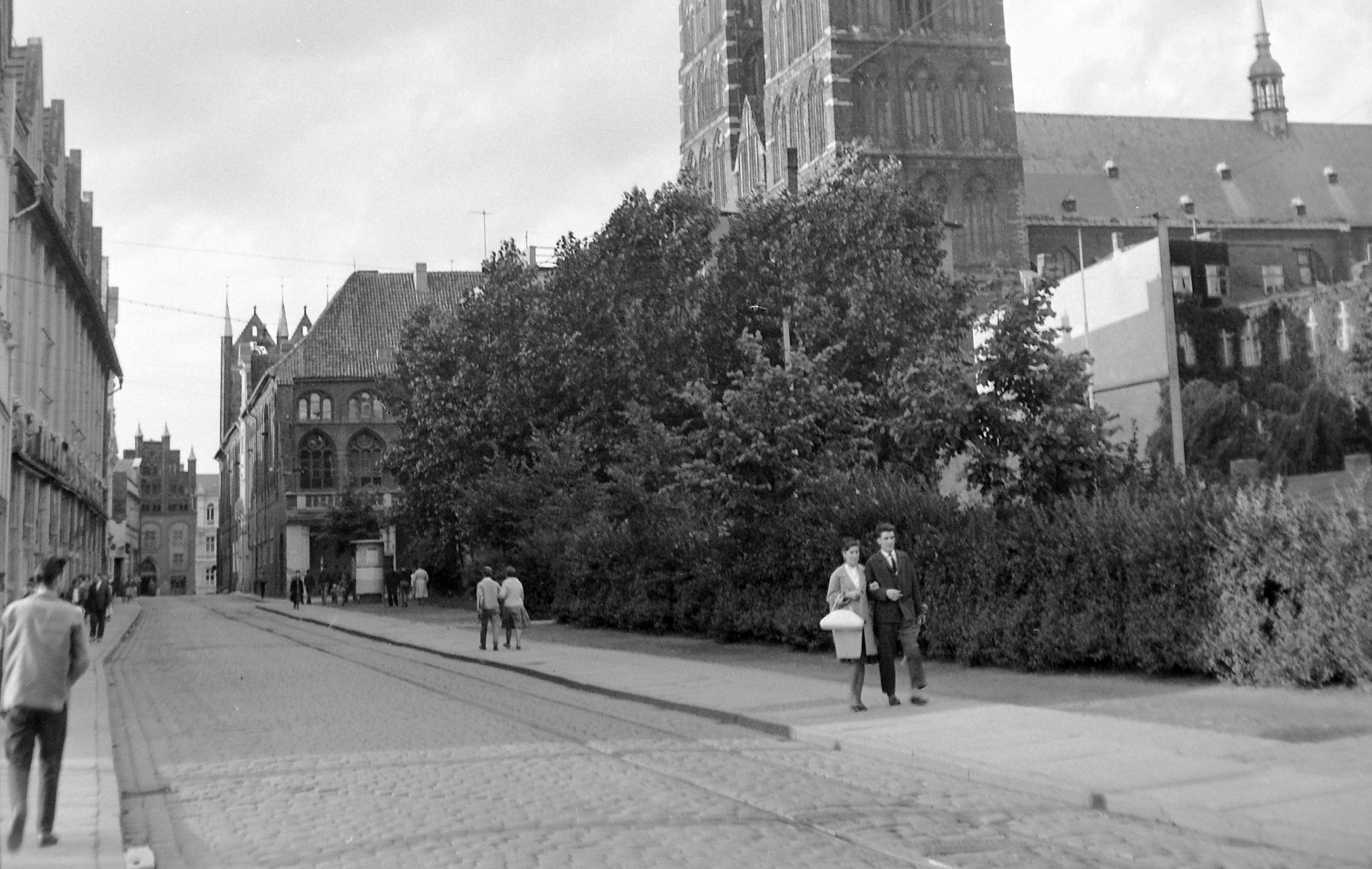
Gleisreste in der Ossenreyerstraße (1962)

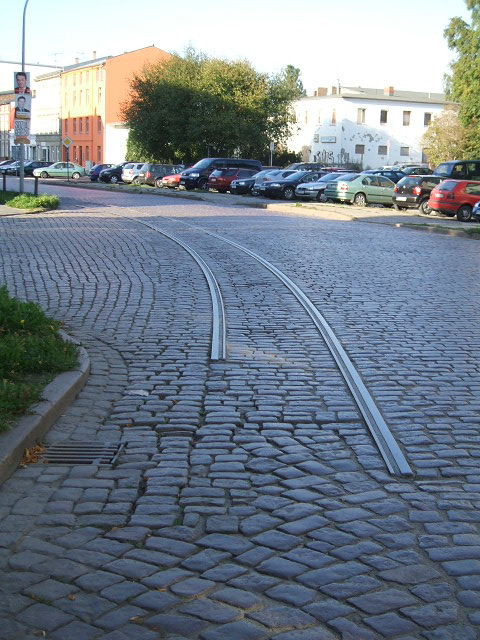
Gleisreste auf dem Frankendamm (2006)

Nach Verhandlungen zwischen Elektrizitätswerk und Straßenbahn AG und der Stadt konnte der Straßenbahnverkehr am 4. August 1924 wieder aufgenommen werden. Die Linien fuhren im 20-Minuten-Takt. Der erste Zug der Linie 1 fuhr um 6.00 Uhr, der letzte Zug um 21.00 Uhr ab Hauptbahnhof. Auf der Linie 2 fuhren die Züge zwischen 6.30 Uhr und 20.00 Uhr zwischen Heilgeiststraße und Große Parower Straße. Der Fahrpreis wurde tagsüber (7.00–20.00 Uhr) auf 15 Pfennig festgelegt, im Früh- und Spätverkehr auf 50 Pfennig. Ab dem 6. September 1924 fuhren die Linien alle zehn Minuten, der Fahrpreis im Früh- und Spätverkehr wurde auf 25 Pfennig gesenkt.
1930 kam es auf dem Tribseer Damm an der Kreuzung mit den Franzburger Kreisbahnen zum Zusammenstoß eines Straßenbahntriebwagens mit einer Lokomotive, bei der die Lokomotive entgleiste.
Für den Bau des Rügendamms musste der Streckenabschnitt in der Greifswalder Chaussee, die zur Zufahrtsstraße zum Damm ausgebaut wurde, im Jahr 1934 um einige hundert Meter verkürzt werden. Nach der Eröffnung der festen Verbindung nach Rügen stellte der Betreiber die Strecke zum Hafenbahnhof ein, die Zufahrt zum Depot blieb als Betriebsstrecke erhalten. Da sich das Fahrgastaufkommen von 1938 bis 1943 fast verdoppelte, fuhren die Linien ab 1. Dezember 1942 tagsüber im 7,5-Minuten-Takt.
Im Zweiten Weltkrieg wurde beim Bombenangriff auf Stralsund am 6. Oktober 1944 auch das Straßenbahndepot mitsamt der darin befindlichen Triebwagen und Omnibusse zerstört, so dass der Straßenbahnbetrieb eingestellt werden musste. Nachdem die Stadt im April 1945 zur Festung erklärt worden war, mussten zwei weitere Triebwagen auf Befehl des Festungskommandanten in die Sarnowstraße gefahren werden, wo sie als Panzersperren dienen sollten. Die Stadt wurde am 1. Mai 1945 kampflos an die Sowjetarmee übergeben.
Am Abend des 23. Dezember 1947 um 18.00 Uhr konnte der Straßenbahnbetrieb wieder aufgenommen werden. Die nun kommunalen Stadtwerke Stralsund bedienten beide Linien im 20-Minuten-Takt von 6.00 Uhr bis 20.30 Uhr. An den Sonntagen im Januar 1948 fuhren zunächst keine Züge. Ab dem 2. August 1949 weiteten die Stadtwerke die Betriebszeiten der Bahn von 5.00 Uhr bis 23.30 Uhr aus. Früh- und Spätzuschläge beim Fahrpreis entfielen.
Nach dem Zweiten Weltkrieg war die Stadt Stralsund alleiniger Eigentümer von Straßenbahn und E-Werk. Nach mehrfachem Wechsel über die VEB (K) Verkehrsbetriebe Stralsund kam die Straßenbahn am 5. Juli 1961 zum VEB Kraftverkehr und Spedition Stralsund.
Die Linie 2 endete ab dem 23. April 1952 bereits an der Kreuzung Knieperdamm Ecke Heilgeiststraße. Am 1. August 1960 wurde die Straßenbahn zwischen dem Hauptbahnhof und der Heilgeiststraße stillgelegt. Nach dem Einbau einer Gleisverbindung von der nördlichen Ossenreyerstraße in die Heilgeiststraße konnten die beiden verbliebenen Äste am 23. Februar 1961 zu einer neuen Linie 1 verbunden werden, die von der Kniepervorstadt zur Frankenvorstadt (3,7 km) verkehrte. Die Linie 2 wurde am selben Tag eingestellt. Trotz des Zuganges von sechs Neufahrzeugen nach 1950 konnte der 7,5-Minuten-Takt auf der Linie nicht immer eingehalten werden. Hinzu kam, dass die Gleisanlagen stark verschlissen waren, einzelne Abschnitte stammten noch aus dem Eröffnungsjahr. Am 7. April 1966 fuhr die letzte Straßenbahn in Stralsund im Liniendienst. Bis zum 24. April 1966 fuhr ein Triebwagen noch einige Male für Filmaufnahmen der DEFA. Der Straßenbahnverkehr wurde damit komplett zugunsten des Omnibusbetriebes aufgegeben.

## Fahrzeuge
Der Stralsunder Straßenbahn standen im Eröffnungsjahr sieben Triebwagen und vier Beiwagen zur Verfügung. Die mit Stangenstromabnehmer ausgerüsteten Triebwagen 1–7 kamen von der Waggonfabrik Busch in Bautzen und verfügten über offene Einstiegsplattformen. Die 1881 gebauten Beiwagen kamen unverändert von der Rostocker Pferdebahn. Als Verbindung zum Triebwagen diente eine etwa 80 cm lange Kuppelstange, die zwischen der Trichterkupplung des Triebwagens und der Schleppöse für das Zuggeschirr befestigt war. Die Wagen waren zunächst chromgelb lackiert mit einer braun abgesetzten, grün lackierten Schürze. Ab 1903 waren die Triebwagen in rot mit schwarz abgesetzter, grüner Scheuerleiste lackiert. 1904 kamen die bauartgleichen Triebwagen 8II und 9II hinzu, weshalb die gleich bezeichneten Beiwagen in 12 und 13 umnummeriert wurden. 1905 kam Tw 14 als zehnter Motorwagen hinzu. 1911 kam es zur erneuten Umlackierung in grün mit chromgelbem Fensterband und chromgelber Scheuerleiste. Im Zuge der Umlackierung tauschten Tw 14 und Bw 10 sowie die Tw 2 und 5 – letztere infolge eines Versehens – die Nummern.
Während der Inflationszeit konnten die Fahrzeuge nur notdürftig gewartet werden. Vor der Betriebseinstellung fand an den Tw 8II–10II noch eine Hauptuntersuchung statt, Tw 6 wurde abgestellt und diente vorübergehend als Ersatzteilspender. 1925 erhielten die Triebwagen Bügelstromabnehmer. Die Beiwagen kamen am 15. Juni 1930 letztmals zum Einsatz und wurden wie die Triebwagen 1931 ausgemustert. Beiwagen 11 war bis 1991 noch als Gartenlaube in der Kniepervorstadt vorhanden. Triebwagen 6 blieb als Arbeitswagen erhalten und versah bis 1938 seinen Dienst. 1935 erhielt er die Wagennummer 11II, da die Wagennummer 6 seit dem 1931 erfolgten Neuzugang von weiteren Triebwagen doppelt belegt war.
Als zweite Fahrzeuggeneration trafen im Herbst 1931 sieben Triebwagen der Eßlinger Städtischen Straßenbahn (Tw 1II, 2III, 3II, 4II, 5III, 6II, 7II) und drei Triebwagen der Stuttgarter Straßenbahnen (Tw 8III–10III) in der Hansestadt ein. Die Stuttgarter Hauptwerkstatt hatte zuvor die Triebwagen revidiert und in die Stralsunder Farben umlackieren lassen. Die Stuttgarter Wagen waren 1903 bei Herbrand in Köln, die Eßlinger Triebwagen 1912 bei Lindner in Ammendorf gebaut worden. 1938 kamen drei Triebwagen (Tw 11III, 12, 13) der ehemaligen Städtischen Straßenbahnen Hamborn nach Stralsund. Die 1910 in Uerdingen gebauten Wagen waren mit Scherenstromabnehmern ausgerüstet, die in der Folgezeit auch die übrigen Triebwagen erhielten. 1939 kamen außerdem die Triebwagen der am 31. März 1938 eingestellten Straßenbahn Schwetzingen–Ketsch (Tw 8IV–10IV) nach Stralsund. Die 1910 bei MAN gebauten Triebwagen hatten Einachs-Drehgestelle. Ihr Einsatz ermöglichte die Ausmusterung der leistungsschwächeren Stuttgarter Triebwagen, die im gleichen Jahr an die Straßenbahn Most in der Tschechoslowakei abgegeben wurden.

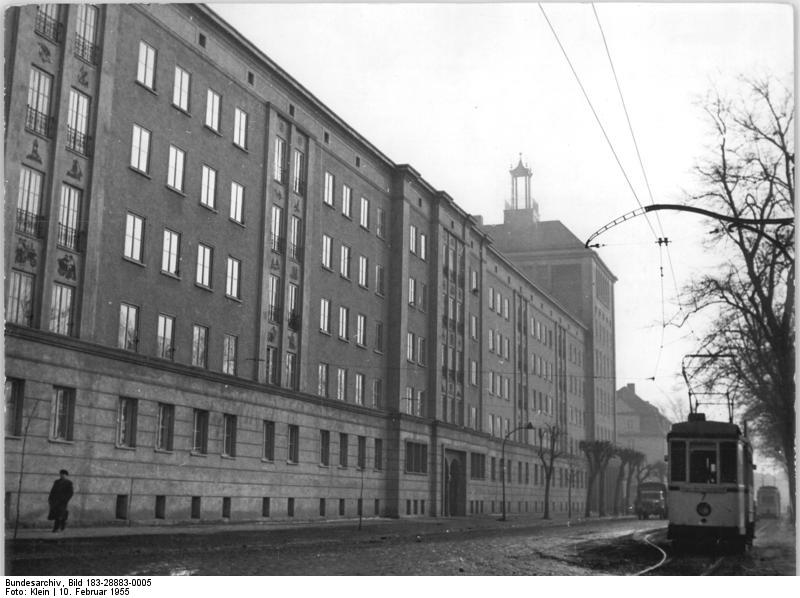
Aufbauwagen 7^{III} (ex 9^{IV}) in der Stalinstraße (ehemals und heute wieder Frankendamm) in Höhe des „Haus Baltik“ (10. Februar 1955)

Beim Bombenangriff auf Stralsund am 6. Oktober 1944 wurden die Eßlinger Triebwagen 1II und 3II, der Schwetzinger Triebwagen 8III sowie die Hamborner Triebwagen 12 und 13 weitgehend zerstört. Die übrigen Fahrzeuge erlitten größere Schäden, weshalb es zu einer kompletten Betriebseinstellung kam. Die intakten Triebwagen 2III und 5III wurden für die Stadtverteidigung in die Sarnowstraße gefahren, um als Panzersperre zu dienen, und nach Kriegsende wieder instand gesetzt. Das Laufgestell des Tw 13 diente nach Kriegsende zunächst als Grundlage für einen Salzwagen, 1950 versah die Mathias-Thesen-Werft Wismar den Wagen mit einem neuen Aufbau, er kehrte unter der Nummer 9V in den Liniendienst zurück. Im gleichen Zeitraum wurden die noch vorhandenen Triebwagen numerisch zusammengefasst. Die Verkehrsbetriebe musterten die Hamborner Triebwagen zwischen 1956 und 1958 und die Schwetzinger Triebwagen 1959 aus. Die Triebwagen 1IV (ex 2III) und 8V (ex 10IV) kamen bis Anfang der 1960er Jahre noch als Arbeitswagen zum Einsatz und wurden anschließend verschrottet.

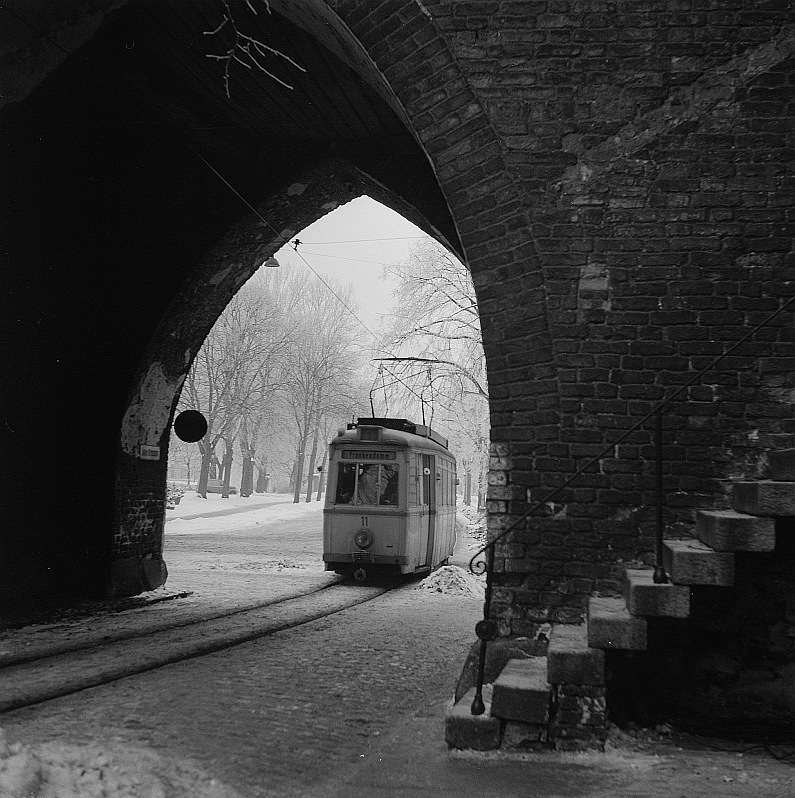
Tw 11^{IV} am Kniepertor, Ansicht stadtauswärts (1963)

Die dritte Fahrzeuggeneration war ab dem 2. Oktober 1951 in Stralsund im Einsatz. Der Waggonbau Werdau lieferte an diesem Tag die drei ET50 aus (Tw 10V, 11IV, 12II) aus. 1955 kamen ein Triebwagen des Nachfolgetyps ET54 (Tw 13III), 1957 und 1958 dann je ein T57 (Tw 14III, 15) vom Waggonbau Gotha hinzu. Infolgedessen konnten die meisten Vorkriegswagen ausgemustert werden. Die LOWA- und Gothawagen kamen nach der Betriebseinstellung zur Geraer Straßenbahn. Die Straßenbahn-Hauptwerkstatt Heiterblick der Leipziger Verkehrsbetriebe baute die ET50 zuvor in Einrichtungsbeiwagen und den ET54 in einen Einrichtungstriebwagen um.

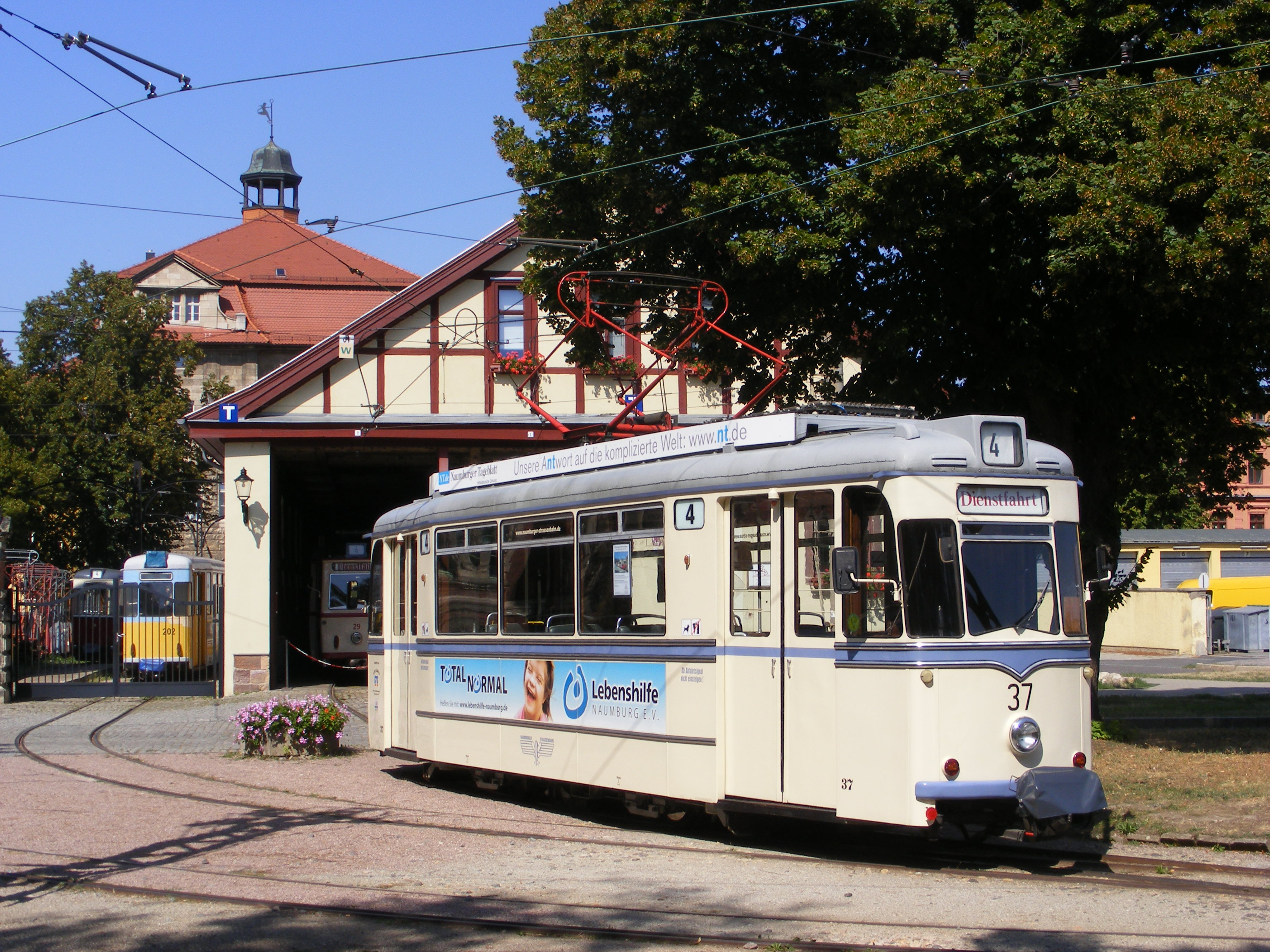
Triebwagen 37 (ex Stralsund 15) in Naumburg (2019)

Der Geraer Beiwagen 230 (ex 10V) kam 1975 nach Brandenburg, wo er unter der Nummer 224 bis 1984 im Einsatz war. Die Beiwagen 238 und 239 (ex 11IV, 12II) dienten ab 1982 als Arbeitsfahrzeuge und wurden 1990 ausgemustert. Der ET54 erhielt in Gera die Wagennummer 136, 1991 kam er als Tw 28 nach Naumburg und 2002 schließlich zur Straßenbahn Frankfurt (Oder), wo er seit 2008 als historischer Triebwagen 38V unterwegs ist. Die Gothawagen erhielten die Geraer Nummern 149II (ex 14III) und 150II (ex 15). Tw 149II kam 1969 zur Nordhäuser Straßenbahn, die ihn 1994 ausmusterte. Tw 150II gelangte 1974 als Tw 20III nach Görlitz, 1992 dann nach Jena. Von 1997 bis 2003 war er dort als Tw 116II im Einsatz, anschließend erfolgte der Verkauf nach Naumburg, wo er als historischer Triebwagen 37 verkehrt.
Weitere Arbeitswagen waren eine in Eigenregie gebaute Güterlore, die ab 1945 als Salzwagen diente, sowie ein Turmwagen.
| Art           | Nr.                                 | Baujahr       | Hersteller    | Sitzpl.          | Bemerkungen |
| 1. Generation | 1. Generation                       | 1. Generation | 1. Generation | 1. Generation    | 1. Generation |
| ------------- | ----------------------------------- | ------------- | ------------- | ---------------- | --- |
| Tw            | 1–7                                 | 1900          | Busch         | 16 längs         | 1911 Tw 2 in Tw 5II, Tw 5 in Tw 2II; 1931 Tw 1–5, 7 ausgemustert; 1935 Tw 6 in Tw 11II (Arbeitswagen); 1938 Tw 11II ausgemustert |
| Bw            | 8–10                                | 1881          |               |                  | 1900 ex Rostock Pfw; 1904 Bw 8–9 in Bw 12–13; 1911 Bw 10 in Bw 14II; 1931 ausgemustert |
| Tw            | 8II–9II, 14                         | 1904          | Busch         | 16 längs         | 1911 Tw 14 in Tw 10II; 1931 ausgemustert |
| 2. Generation |                                     |               |               |                  | |
| Tw            | 1II, 2III, 3II, 4II, 5III, 6II, 7II | 1912          | Lindner       | 8+5 längs 2 quer | 1931 ex Eßlingen Tw 8–14; 1944 Tw 1II, 3II ausgemustert (Kriegsverlust); 1948 Tw 5III in Tw 1III, Tw 6II in Tw 3III, Tw 7II in Tw 5IV; 1956 Tw 5IV ausgemustert; 1957 Tw 1III, Tw 3III ausgemustert; 1958 Tw 4II ausgemustert; 1962 Tw 2III in Tw 1IV (Arbeitswagen); 1966 Tw 1IV ausgemustert |
| Tw            | 8III–10III                          | 1903          | Herbrand      | 16               | 1931 ex Stuttgart Tw 95–97; 1939 an Most Tw 52–54 |
| Tw            | 11III, 12, 13                       | 1921          | Uerdingen     | 18 quer          | 1938 ex Hamborn Tw 32, 34, 35; 1944 Tw 12, 13 ausgemustert (Kriegsverlust); 1945 Fahrgestell Tw 13 Umbau zu Flachwagen; 1949 Tw 11III in Tw 6III; 1950 Flachwagen (ex Tw 13) in Tw 9V (Aufbauwagen); 1963 Tw 6III ausgemustert                                                                 |
| Tw            | 8IV–10IV                            | 1910          | MAN           | 18 quer          | 1939 ex Schwetzingen Tw 1–3; 1944 Tw 8IV ausgemustert (Kriegsverlust); 1949 Tw 9IV in Tw 7III, Tw 10IV in Tw 8V, 1959 Tw 7III ausgemustert, Tw 8V in Arbeitswagen (Sprengwagen); 1963 Tw 8V ausgemustert                                                                                       |
| 3. Generation |                                     |               |               |                  | |
| Tw            | 10V, 11IV, 12II                     | 1951          | LOWA          |                  | 1966 Tw 10V, 11IV, 12II an Gera Bw 230, 238, 239 |
| Tw            | 13II                                | 1955          | LOWA          |                  | 1966 an Gera Tw 136 |
| Tw            | 14III                               | 1957          | Gotha         |                  | 1966 an Gera Tw 149II |
| Tw            | 15                                  | 1958          | Gotha         |                  | 1966 an Gera Tw 150II |
| Arbeitswagen  |                                     |               |               |                  | |
| ABw           | o. Nr.                              | 1900          | Eigenbau      | –                | offene Lore, 1945 Salzwagen, 1966 ausgemustert |
| ABw           | o. Nr.                              | 1950          | Eigenbau      | –                | Salzwagen auf Fahrgestell ex Tw-Reihe 1–7, 1966 ausgemustert |
| ABw           | o. Nr.                              |               |               | –                | Turmwagen, 1966 ausgemustert |